# Brigitte (prénom)
Brigitte est un prénom féminin d'origine celtique qui provient du nom de la déesse Brigit / Brigantia. La racine briga signifie « élevée » en gaulois ou encore « force » en gaélique (brigh).

## Personnalités portant ce prénom
- Pour l'ensemble des articles sur les personnes portant ce prénom, consulter :
  - la liste des articles dont le titre commence par ce prénom
  - les listes produites par Wikidata : Liste des personnes de prénom « Brigitte » — même liste en incluant les éventuels prénoms composés qui contiennent « Brigitte ».

## Variantes linguistiques
- allemand : Brigitte (prononcé « Briguite »)
- alsacien : Brigittla ou Brigittala
- anglais : Bridget, Brigitte (prononcé « Bridgite »), diminutif Britt)
- breton : Berc'hed (prononcé « Berkhet »)
- corse : Brigida
- danois : Birgitte (prononcé «Birguite»)
- espagnol : Brigith
- français : Brigitte
- hongrois : Brigitta
- italien : Brigida
- letton : Brigita
- polonais : Brygida
- russe : Бригитта (Brigitta)
- tchèque : Brigita
- slovaque : Brigita
- slovène : Brigita
- suédois : Birgitta

## Popularité
Au XXe siècle, le prénom a atteint son pic de popularité en France dans les années 1950.